# 冤罪殺機2
《冤罪殺機2》（中国大陆又译作）是由Arkane Studios開發，貝塞斯達軟體公司發行的一款隱蔽類遊戲。本作接續於2012年同公司發行的冤罪殺機，將背景設定在一代結局的15年後，講述Corvo Attano與Emily Kaldwin因政變而被迫離開首都，於海邊城市Karnaca所發生的故事。遊戲於2016年11月11日發行，支援PlayStation 4、Xbox one、Microsoft Windows。游戏的独立资料片《羞辱：界外魔之死》于2017年9月15日发行。

## 系統
本作系統與1代類似，同樣強調潛行與利用環境。而與一代不同之處在於本作加入了雙主角設定，玩家可選擇操縱女皇艾蜜麗·考德溫，或是皇家聖衛科沃爾·阿塔諾來進行遊戲。

## 評價

### 荣誉
- IGN 2016 最佳PS4游戏
- IGN 2016 最佳动作冒险游戏
- TGA 2016 最佳动作冒险游戏